# Friedrich Fabini
Friedrich Fabini (magyarul Fabini Frigyes; Medgyes, 1788. november 13. – Gyurgyevó, 1864. július 2.) erdélyi szász orvos, szemész, politikus, országgyűlési képviselő.

## Élete
Miután a gimnáziumot szülővárosában elvégezte, 1811-ben a tübingeni egyetemen folytatott teológiai, majd orvosi tanulmányokat, ahol 1818-ban szerezte meg orvosdoktori címét. Az orvosi gyakorlathoz szükséges oklevél honosítása végett 1817-ben Bécsben, azután Pesten folytatta tanulmányait, ahol 1822-ben szerzett doktori fokozatot. Azután Medgyesre tért vissza és nemsokára Besztercére hívták meg kerületi orvosnak. 1823 augusztusában erdélyi tartományi szemorvosnak nevezték ki (ekkoriban a tartományban két szemorvos működött). 1835-ben megvált állásától és a nagysinki szék orvosa lett. 1843-ban Medgyesre ment gyakorló orvosnak. Végül vesztegzári orvosi állást vállalt el Havasalföldön a Duna mellett. Munkatárs volt a dr. Reimann által Bécsben kiadott Medizinische Jahrbüchernél.
1848-ban az unióellenes szász székek képviselői országgyűlési képviselővé választották  Josef Schnellel együtt. A szász nemzeti törekvéseknek megfelelően az uniót ellenző álláspontot képviselt az első népképviseleti országgyűlésen. Kiállt a szász autonómia, a nyelvi és egyházi kiváltságok mellett, amiket sem a kormány, sem az országgyűlés nem tartott elfogadhatónak. Mivel az erdélyi szász univerzitás inkább bécs, mint a magyar ígéretek felé hajlott, a szász képviselők és az országgyűlés között nyílt szakításra került sor, melynek során a képviselők 1848. szeptember 19-én lemondtak mandátumukról. Kossuth Lajos kifejezett kérésére azonban bár az országgyűlés a lemondást elfogadta, addig nem akarta hazaengedni a szász képviselőket, amíg az újonnan kiírt választásokon mandátumot nyertek meg nem érkeznek. Ezt azonban a szászok nem várták be, elszöktek. Fabini is visszatért orvosi hivatásához, a szabadságharc után Gyurgyevó orvosa, majd patikusa lett.

## Művei
- Dissertatio medico-chirurgica de hypopio. Tubingae, 1818.
- Dissertatio politico-medica de inhumatione mortuorum, in universitate Pesthiensi publicae disquisitioni submissa, Pesthini, 1822.
- Pflege gesunder und kranker Augen für Nicht-Aerzte. Leipzig und Pesth, 1831. (2. kiadás. Pesthini, 1835.)
- Das Heilverfahren in Krankheiten, wo schnelle Hilfe nöthig ist. Hermannstadt, 1846.
- Itinerär oder Handbuch für Reisende in Siebenbürgen. Hermannstadt. 1848.
- Reise in Italien und zur Zee nach Spanien. Hermannstadt, 1848.